# Diócesis de Yendi
La diócesis de Yendi (en latín: Dioecesis Yendensis y en inglés: Roman Catholic Diocese of Yendi) es una circunscripción eclesiástica de la Iglesia católica en Ghana. Se trata de una diócesis latina, sufragánea de la arquidiócesis de Tamale. Desde el 3 de junio de 2022 su obispo es Matthew Yitiereh.

## Territorio y organización
La diócesis tiene 19 160 km² y extiende su jurisdicción sobre los fieles católicos de rito latino residentes en los distritos de: Yendi, Gushiegu, Karaga, Bimbilla, Saboba, Chereponi, Zabzugu-Tatale en la región Septentrional.
La sede de la diócesis se encuentra en la ciudad de Yendi, en donde se halla la Catedral de Nuestra Señora de Lourdes.
En 2022 en la diócesis existían 15 parroquias.

## Historia
La diócesis fue erigida por el papa Juan Pablo II el 16 de marzo de 1999 con la bula Sollertem sane, obteniendo el territorio de la arquidiócesis de Tamale.

## Estadísticas
Según el Anuario Pontificio 2023 la diócesis tenía a fines de 2022 un total de 36 664 fieles bautizados.
| Año                                                                             | Población            | Población | Población      | Sacerdotes | Sacerdotes    | Sacerdotes    | Bautizados por sacerdote | Diáconos permanentes | Religiosos | Religiosos | Parroquias |
| Año                                                                             | Bautizados católicos | Total     | % de católicos | Total      | Clero secular | Clero regular | Bautizados por sacerdote | Diáconos permanentes | Varones    | Mujeres    | Parroquias |
| ------------------------------------------------------------------------------- | -------------------- | --------- | -------------- | ---------- | ------------- | ------------- | ------------------------ | -------------------- | ---------- | ---------- | ---------- |
| 1999                                                                            | 3843                 | 450 000   | 0.9            | 12         | 3             | 9             | 320                      |                      | 10         | 5          | 8          |
| 2000                                                                            | 5058                 | 503 584   | 1.0            | 13         | 2             | 11            | 389                      |                      | 12         | 4          | 7          |
| 2001                                                                            | 4232                 | 580 603   | 0.7            | 14         | 3             | 11            | 302                      |                      | 12         | 6          | 7          |
| 2002                                                                            | 11 612               | 580 603   | 2.0            | 14         | 3             | 11            | 829                      |                      | 12         | 10         | 8          |
| 2003                                                                            | 6 549                | 580 603   | 1.1            | 17         | 4             | 13            | 385                      |                      | 16         | 19         | 8          |
| 2004                                                                            | 6 847                | 625 603   | 1.1            | 15         | 4             | 11            | 456                      |                      | 16         | 19         | 8          |
| 2010                                                                            | 6 318                | 707 000   | 0.9            | 29         | 16            | 13            | 217                      |                      | 17         | 24         | 8          |
| 2014                                                                            | 13 324               | 771 000   | 1.7            | 30         | 18            | 12            | 444                      |                      | 17         | 29         | 14         |
| 2017                                                                            | 44 140               | 826 000   | 5.3            | 29         | 17            | 12            | 1522                     |                      | 18         | 37         | 14         |
| 2020                                                                            | 46 300               | 866 559   | 5.3            | 33         | 19            | 14            | 1403                     |                      | 17         | 47         | 14         |
| 2022                                                                            | 36 664               | 867 137   | 4.1            | 37         | 20            | 17            | 963                      |                      | 18         | 38         | 15         |
| Fuente: Catholic-Hierarchy, que a su vez toma los datos del Anuario Pontificio. |                      |           |                |            |               |               |                          |                      |            |            |            |

## Episcopologio
- Vincent Boi-Nai, S.V.D. (16 de marzo de 1999- 3 de junio de 2022 retirado)
- Matthew Yitiereh, desde el 3 de junio de 2022